# 嘉会
嘉会（1181年—1184年）是大理国皇帝段智兴的第三個年号，共计4年。
年號名稱，雲南文獻大多作「嘉會」，唯倪輅《南詔野史》作「元嘉」。根據1998年8月在腾衝縣來鳳山火葬墓地發現的買地劵，可知年號是「嘉會」。
起訖年，方詩銘、李崇智、段玉明、李家瑞、王雲、黃德榮作1181年－1184年。

## 年號及改元出處
- 倪輅《南詔野史》：「宋孝宗乾通八年（1172）立，改元利貞，又改元亨時、元嘉、元亨、安定等號。……智興卒，在位二十九年。」
- 胡蔚《增訂南詔野史》：「南宋孝宗壬辰乾道八年（1172）即位。明年（1173），改元利貞。又改元盛德、嘉會、元亨、安定。……寧宗庚申慶元六年（1200），智興卒，在位二十八年。」
- 王崧《雲南備徵志》：「宋孝宗乾道八年（1172）立，改元利貞。……丁酉（1177），改元亨時。……辛丑（1181），改元嘉會。乙巳（1185），改元亨利，又改安定。……庚申宋寧宗慶元六年（1200）七月，帝薨，在位二十九年。」
- 諸葛元聲《滇史》：「段氏十八世智興，以宋孝宗乾道八年壬辰（1172）立，改元利貞。……淳熙八年（1181），……是歲，智興改元嘉會。……智興在位二十九年。」
- 李京《雲南志略》：「子政智立，改元利貞、盛德、嘉會、元亨、安定。在位二十九年。」
- 楊慎《滇載記》：「智興以宋孝宗乾道八年（1172）立，改元五，曰利貞、盛德、嘉會、元亨、安定。」
- 馮蘇《滇考》：「孝宗乾道八年（1172），子智興嗣，改元利貞、嘉會。……在位二十九年卒。」
- 《白古通記淺述》：「智興立二十九年。」
- 騰衝來鳳山茶廠火葬墓地買地券：「嘉會四年。」[7]

## 纪年對照表
| 嘉会 | 元年   | 二年   | 三年   | 四年   |
| ---- | ------ | ------ | ------ | ------ |
| 公元 | 1181年 | 1182年 | 1183年 | 1184年 |
| 干支 | 辛丑   | 壬寅   | 癸卯   | 甲辰   |

## 同期存在的其他政权年号
- 中國
  - 淳熙（1174年－1189年）：宋－宋孝宗趙昚之年號
  - 天禧（1178年－1211年）：西遼－末主耶律直魯古之年號
  - 大定（1161年－1189年）：金－金世宗完顏雍之年號
  - 乾祐（1170年－1193年）：西夏－夏仁宗李仁孝之年號
- 越南
  - 貞符（1176年至1186年）：李朝－李龍翰之年號
- 日本
  - 治承（1177年－1184年）：高倉天皇與安德天皇之年號
  - 養和（1181年－1182年）：安德天皇與平氏之年號
  - 壽永（1182年－1184年）：安德天皇與平氏之年號
  - 壽永（1182年－1185年）：安德天皇與後鳥羽天皇，也是後白河法皇的院政期之年号
  - 元曆（1184年－1185年）：後鳥羽天皇與源氏之年號